# Thiemo-Jérôme Kialka
Thiemo-Jérôme Kialka (* 12. Januar 1989 in Hamburg) ist ein deutscher Fußballspieler ghanaischer Abstammung.

## Karriere
Mit fünf Jahren begann Thiemo-Jérôme Kialka beim Hamburger Stadtteilklub TSV 08 Eppendorf mit dem Fußballspielen. In der C-Jugend wechselte er zum VfL 93 Hamburg. Als die erste Mannschaft 2006 in die viertklassige Oberliga Nord aufstieg, spielte er mit 17 Jahren bereits eine halbe Saison im Seniorenbereich, die mit dem Abstieg des VfL endete.
Kialka hatte danach mehrere Angebote auch von Bundesligisten und er wechselte 2007 zum 1. FC Köln. Ein Jahr spielte er bei den „Geißböcken“ in der U 19 und wurde Meister der A-Jugend-Bundesliga West. Zwölf Tore trug der Mittelstürmer in 22 Spielen bei. Anschließend wechselte er in die U 23. Nach einem Übergangsjahr hatte er sich in der Saison 2009/10 in der Regionalliga-Mannschaft etabliert, als ihn ein Syndesmosebandriss zurückwarf. Auch im Jahr darauf kostete ihn eine Meniskusverletzung den größten Teil der Rückrunde, doch mit seiner Leistung von acht Toren in 19 Spielen hatte er sich trotzdem für die erste Mannschaft empfohlen.
In der Saison 2011/12 stand er im Bundesligaaufgebot der Kölner, hoffte aber vergebens auf seinen Durchbruch, obwohl er seine Torquote in der zweiten Mannschaft noch einmal steigern konnte. Nachdem auch sein Vertrag bei den Rheinländern vor dem Ende stand, entschloss er sich bereits in der Winterpause zum Wechsel. Er ging ablösefrei zum Tabellenführer der 3. Liga SSV Jahn Regensburg. In den ersten zehn Spielen nach seinem Wechsel kam er jedes Mal zum Einsatz, aber der gesamte Sturm der Oberpfälzer geriet in eine Krise und auch Kialka wartete vergebens auf sein erstes Profitor. Trotzdem erreichte das Team Platz 3 und über zwei Relegationsspiele, in denen Kialka jeweils eingewechselt wurde, stiegen die Regensburger in die 2. Bundesliga auf.
Ende Januar 2013 wechselte Kialka zum Regionalligisten SC Fortuna Köln. Sein Vertrag lief im Sommer 2015 aus und Kialka war zunächst vereinslos. Im Februar 2016 schloss er sich für die Rückrunde dem Kreisligisten SC West Köln an. Nach einer erneuten Pause wurde Kialka Anfang März 2017 vom Regionalligisten Bonner SC verpflichtet, wo der Angreifer einen bis zum Sommer gültigen Vertrag erhielt. Danach war er ein halbes Jahr vereinslos. Im Februar 2018 schloss er sich dem jungen Fußballklub Berlin United an. Kialka führte die Mannschaft in der Landesligasaison 2018/19 mit 27 Toren in 26 Spielen zum Meistertitel und Aufstieg in die Berlin-Liga. Danach verließ er den Verein.
Zur Saison 2020/21 schloss er sich der SG Einheit Zepernick aus der Landesklasse Brandenburg an.

## Erfolge
- Aufstieg in die 2. Bundesliga: 2012 mit SSV Jahn Regensburg
- Aufstieg in die 3. Liga: 2014 mit Fortuna Köln